# Vijayawada
Vijayawada (en telugu విజయవాడ), coneguda també com a Bezawada és una ciutat de l'estat d'Andhra Pradesh, al sud de l'Índia. Està situada a la riba del riu Krishna. És la segona ciutat més poblada de l'estat després de Visakhapatnam, amb una població d'1.039.518 habitants el 2011.